# Predsednik Vzhodnega Timorja
Predsednik Vzhodnega Timorja (uradno predsednik Demokratične republike Timor Leste, portugalsko Presidente da República Democrática de Timor-Leste) je vodja države v Vzhodni Timor. Izvoljen je na splošnih volitvah za petletni mandat. Predsednik je po uradni dolžnosti vodja državnega sveta Vzhodnega Timorja. Njegove izvršilne pristojnosti so nekoliko omejene, čeprav lahko na zakonodajo vloži veto. Po volitvah predsednik običajno imenuje premierja, navadno vodjo večinske stranke ali večinske koalicije. Kot šef vlade premier predseduje vladi.

## Seznam predsednikov Vzhodnega Timorja

### Predsedniki vzhodnega Timorja med vojno za neodvisnost
| #  | Ime                                    | Izvoljen | Mandat            | Mandat              | Politična stranka |
| #  | Ime                                    | Izvoljen | Začetek           | Konec               | Politična stranka |
| -- | -------------------------------------- | -------- | ----------------- | ------------------- | ----------------- |
| 1. | Francisco Xavier do Amaral (1939–2012) | -        | 28. november 1975 | 7. december 1975    | Fretilin          |
| 2. | Nicolau dos Reis Lobato (1946–1978)    | -        | 7. december 1975  | 31. december 1978 † | Fretilin          |

### PredsednikiDemokratične republike Vzhodni Timor
| #   | Ime                            | Izvoljen | Mandat           | Mandat           | Mandat  | Politična stranka |
| #   | Ime                            | Izvoljen | Začetek          | Konec            | Dolžina | Politična stranka |
| --- | ------------------------------ | -------- | ---------------- | ---------------- | ------- | ----------------- |
| 3.  | Xanana Gusmão (1946)           | 2002     | 20. maj 2002     | 20. maj 2007     | 5 let   | Neodvisno         |
| 4.  | José Ramos-Horta (1949–)       | 2007     | 20. maj 2007     | 20. maj 2012     | 5 let   | Neodvisno         |
| (-) | Vicente Guterres (1956)        | -        | 11. februar 2008 | 13. februar 2008 |         | CNRT              |
| (-) | Fernando de Araújo (1962–2015) | -        | 13. februar 2008 | 17. april 2008   |         | PD                |
| 5.  | Taur Matan Ruak (1956)         | 2012     | 20. maj 2012     | 20. maj 2017     | 5 let   | Neodvisno         |
| 6.  | Francisco Guterres (1954)      | 2017     | 20. maj 2017     | poteka           |         | Fretilin          |

## Živeči nekdanji predsedniki
Trenutno (april 2021) še živijo trije nekdanji predsedniki Vzhodnega Timorja. Ta seznam ne vključuje vršilcev dolžnosti.
- Bivši nekdanji predsedniki vzhodnega Timorja
- Xanana Gusmão
služil 2002-2007
- José Ramos Horta
služil 2007–2012
- Taur Matan Ruak
služil 2012-2017